# Christian Lietzmann
Christian Lietzmann (* 2. Oktober 1955 in Görlitz; † September 2006) war ein deutscher Schwimmer, der für die DDR startete. Er war mehrfacher Medaillengewinner bei den DDR-Meisterschaften im Schwimmen. 1974 wurde er Vizeeuropameister über 200 und 400 Meter Lagen. 1972 nahm er an den Olympischen Spielen teil.

## Leben
Lietzmann war Sohn der Görlitzer Drogistenfamilie Lietzmann (Stern-Drogerie, Bahnhofstraße 50 in Görlitz). Er hatte zwei Brüder: Stephan und Matthias. Matthias Lietzmann war Teilnehmer bei den Junioreneuropameisterschaften im Freistilringen.
In Görlitz besuchte er die 14. Oberschule. Ab der 5. Klasse lernte und trainierte Christian Lietzmann in Dresden am Leistungssportzentrum. Er startete für den SC Einheit Dresden.
1976 brach er sich bei einem Unfall mehrfach einen Arm und beschloss seine sportliche Laufbahn.
Er lernte danach in Görlitz den Beruf des Elektronikfacharbeiters. Im Kondensatorenwerk auf der Uferstraße in Görlitz arbeitete er im Neuererwesen. Wasserball war sein Hobby.
1977 heiratete er die Schwimmerin Andrea Hübner. Die Ehe wurde nach kurzer Zeit wieder geschieden. 1978 trat Christian Lietzmann seinen Wehrdienst bei der Nationalen Volksarmee der DDR an. Stationiert war er in Oschatz in einer Nachrichtentruppe. In seiner zweiten Ehe zog er nach Werdau und arbeitete bei der Wismut unter Tage im Bergwerk. Sein Sohn, der ebenfalls Christian heißt, wurde im Mai 1980 geboren. Als Wismut die Arbeit einstellte, eröffnete Lietzmann einen Kiosk mit Biergarten.

## Kontroversen
Christian Lietzmann galt als wenig angepasst. Bei einem Wettkampf in Wien tauschte er direkt vor dem Wettkampf mit einem USA-Schwimmer die Badehose und startete in dieser USA-Badehose. Als Schwimmer der DDR war das ein Unding, das sich mit der Zeit des Kalten Krieges nicht vereinbaren ließ.
Obwohl Lietzmann sportlich erfolgreich war, war er ein starker Raucher mit 20 bis 40 Zigaretten am Tag.
Sein Glücksbringer war eine kleine weiße Maus, die er vor dem Wettbewerb auf einem Startblock absetzte.
1974 kletterte Lietzmann zusammen mit Schwimm-Star Roger Pyttel von außen auf die erste Plattform des Eiffelturms in Paris. Der Wachschutz griff ein und er wurde von der Polizei verhört, weshalb sich sein Rückflug von Paris nach Berlin um sechs Stunden verzögerte. Lietzmann war damals mit einer Schwimmauswahl zum Länderkampf in Frankreich.

## Erfolge

### Olympische Spiele
- 1972: Teilnahme

### Europameisterschaften
- 1974: Silber über 200 m und 400 m Lagen

### DDR-Meisterschaften
- 1972:
  - Bronze über 200 m Lagen
  - Bronze über 400 m Lagen

- 1973:
  - Silber über 200 m Lagen
  - Silber über 400 m Lagen
  - Silber über 100 m Rücken
  - Silber über 200 m Rücken
  - Bronze über 100 m Schmetterling

- 1974:
  - Gold über 200 m Lagen
  - Gold über 400 m Lagen
  - Silber über 200 m Brust
  - Bronze über 100 m Schmetterling
- 1975:
  - Gold über 200 m Lagen
  - Silber über 200 m Brust